# Östra Tremssjön
Östra Tremssjön är en sjö i Malung-Sälens kommun i Dalarna och ingår i Dalälvens huvudavrinningsområde. Vid provfiske har abborre, gädda och mört fångats i sjön.